# コモンスティンガレー
コモンスティンガレー（学名：Trygonoptera testacea）は、ヒラタエイ科のエイの一種。オーストラリア東部沖の沿岸水域で最も豊富なエイで、海岸から水深60 m以浅の河口、砂地、岩礁に生息する。体色は茶色から灰色で、体盤は丸みを帯び、吻部は鈍い三角形。鼻孔の外縁には鼻弁があり、その間には皮褶がある。尾には棘の前に小さな背鰭があり、先にある尾鰭は葉形。全長は50 cmを超える。
若い個体はエビを、成熟個体は多毛類を主に捕食する。無胎盤性の胎生であり、胚は母親の子宮分泌液によって維持される。産仔数は通常2。トロール網などの漁業でよく混獲され、ゲームフィッシュでもある。捕獲しても生存率は高いが、妊娠中の子供を流産する傾向がある。漁業に影響を受けるが、個体数は減少しておらず、国際自然保護連合（IUCN）は近危急種としている。

## 分類・名称
本種の最古の記録は、1768年から1771年にかけてのジェームズ・クックの最初の航海中に、イギリスの博物学者であるジョゼフ・バンクスが描いたオーストラリア産の標本で、保存されることはなかった。この図に基づき、ドイツの生物学者であるヨハネス・ペーター・ミュラーとヤーコプ・ヘンレは、1839年から1841年にかけて発表した『Systematische Beschreibung der Plagiostomen』で本種を新属 Trygonoptera の設立とともに記載した。
種小名はラテン語で「レンガ色」を意味する。オーストラリアでは「stingray」や「stingaree」と呼ばれる。

## 分布・生息地

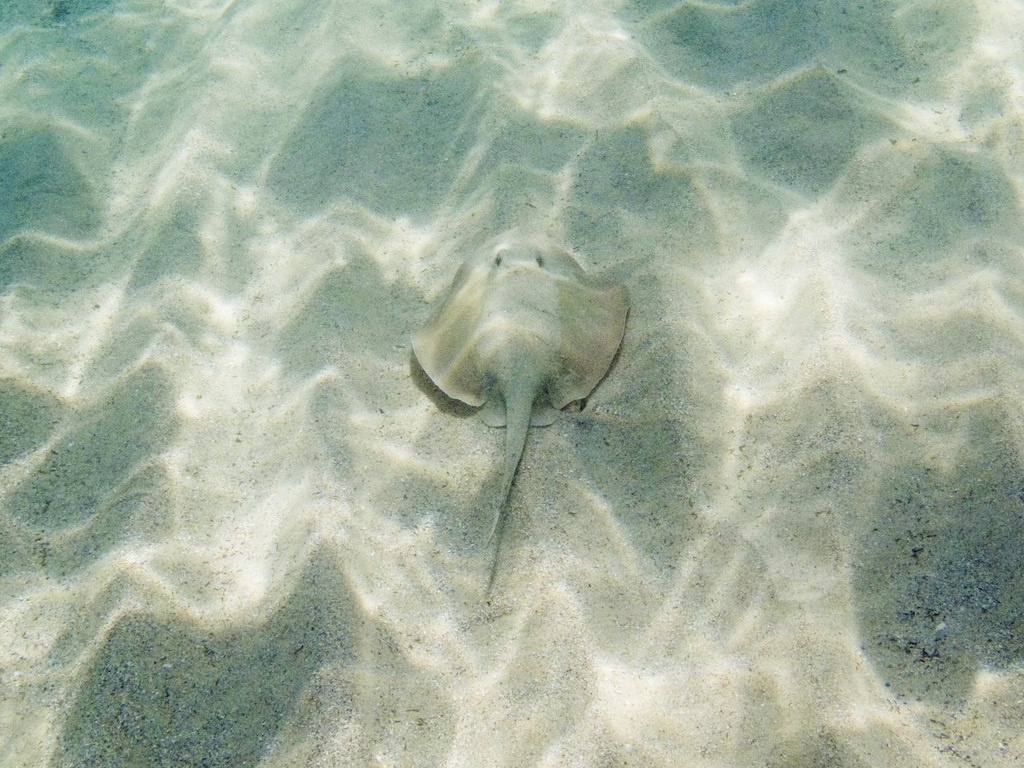
浅い砂地に生息する。

オーストラリア東部沖の沿岸海域に分布し、分布域はクイーンズランド州南部のカラウンドラからビクトリア州のハウ岬(英語版)まで広がる。多くはジャービス湾の北に生息する。分布域では最も豊富なエイである。砂地や岩礁を好む底魚で、汽水域にも進出する。通常潮間帯から水深60 mまで見られ、沖合の135 m地点からの記録もある。

## 形態
僅かに横幅の長い体盤は丸みを帯び、前縁は直線的で、吻部は鈍角。吻部先端はわずかに突き出る。眼は中型で、後ろに後縁の角ばった勾玉状の噴水孔がある。鼻孔の外縁は幅広で平らである。鼻孔の間には皮褶がある。下顎には乳頭突起があり、口底には3 - 5 個の乳頭突起がある。歯は小さく、基部はほぼ楕円形。鰓孔は短く、5対ある。
腹鰭は小さく、縁が丸い。尾の長さは体盤の86 - 90% で皮褶は無く、断面は平らな楕円形。1 - 2本の鋸歯状の尾棘が、尾の半分程の位置にある。尾棘の直前には小さな背鰭があり、隆起まで退化した個体もいる。尾の先端には細長い葉形の尾鰭がある。肌は滑らかで、棘などは無い。背面は模様が無く、茶色または灰色で、端に向かって明るくなる。背鰭と尾鰭の後縁は暗く、幼体では鰭全体が黒い。腹面は白く、体盤縁に沿って幅の広い薄暗い帯が入る場合もある。全長52 cm、場合によっては61 cmまで成長する。より大型の個体の記録は、おそらくEastern shovelnose stingaree(T. imitata)の誤認である。

## 生態
より南に分布する近縁のEastern shovelnose stingareeと同様の生態的地位を占めている。餌の4分の3は多毛類で、底に埋まった多毛類を好む。甲殻類、特にエビも好み、端脚類、テナガエビ、カニ、等脚類、口脚類も捕食する。小魚、頭索動物、軟体動物はめったに捕食しない。10 - 15 cmの仔エイは殆どエビだけを捕食し、成長とともに多毛類を多く捕食するようになる。
無胎生性の胎生であり、胚は子宮分泌液によって維持される。産仔数は通常2で、近縁種と同様に約1年の妊娠期間を経て、おそらく早春に出産する。仔エイは出生時体長12 cm。雄は35 cm、雌は40 cmで性成熟する。本種の寄生虫は多節条虫亜綱の Acanthobothrium 属の一種、吸虫の Monocotyloides 属の一種、単生綱の Heterocotyle robusta、線虫の Paraleptus australis と Proleptus urolophi が知られる。

## 人との関わり
本種の分布域全体で、大規模な漁業活動が行われている。クイーンズランド州とニューサウスウェールズ州沖のエビトロール漁業によって大量に混獲される。河口でのトロール漁や地引き網漁、南部のサメ漁でも漁獲される。捕獲されたエイは通常、廃棄されるまで生き延びる。スパイクを突き刺してエイを網から取り除く漁師もいる。捕獲されると子供を流産する傾向がある。クイーンズランド州とニューサウスウェールズ州北部では釣り人によって定期的に釣られ、海岸に放置されて死ぬこともある。
漁獲圧と低い繁殖率にもかかわらず、個体数は依然として豊富である。他種に比べて生息環境の悪化の影響を受けにくいようで、シドニー近郊などの開発された地域であっても多数生息している。これにより、国際自然保護連合(IUCN) は本種を近危急種としている。本種の生息域には多くの海洋保護区が含まれており、政府の保護計画の恩恵を受けている。